# Antti Ronkainen
Antti Ronkainen (* 11. August 1996 in Kuusamo) ist ein finnischer Volleyballspieler.

## Karriere
Ronkainen begann seine Karriere in seiner Heimatstadt bei Kuusamon Pallo-Karhut. Von 2014 bis 2016 spielte er in Rovaniemi bei Napapiirin Palloketut. 2016 wechselte er nach Oulu zu Lentopalloseura Etta. Im Sommer 2018 gab der Außenangreifer sein Debüt in der finnischen Nationalmannschaft und nahm an der Weltmeisterschaft teil. Mit seinem Verein wurde er in der Saison 2018/19 finnischer Vizemeister. Danach wechselte er zum deutschen Bundesligisten SVG Lüneburg. Bei der Europameisterschaft 2019 erreichte er mit Finnland das Achtelfinale. Nach zwei Saisons in der Schweizer Nationalliga A spielt Ronkainen seit 2022 beim deutschen Meister Berlin Recycling Volleys.